# D. B. Woodside
David Bryan Woodside, meglio noto come D. B. Woodside (New York, 25 luglio 1969), è un attore statunitense.

## Biografia
Nato nel sobborgo di Queens, a New York, Woodside ha iniziato a recitare quando frequentava la Roy C. Ketcham High School. Si è diplomato alla Yale School of Drama e si è laureato all'Università di Albany.
Nei primi anni novanta ha recitato in molte opere teatrali, tra cui l'Amleto di William Shakespeare all'Università dello Iowa. È conosciuto per aver interpretato il ruolo di Wayne Palmer nella serie televisiva 24 e quello di Robin Wood nella serie Buffy l'ammazzavampiri. Dal 2016 è diventato noto al pubblico italiano anche per la serie televisiva Lucifer, dove interpreta la parte dell'angelo Amenadiel.
Dalla sua compagna, l'attrice Golden Brooks, ha avuto una figlia, Dakota Tao Brooks-Woodside, nata il 1º settembre 2009.

## Filmografia

### Cinema
- La faccia violenta della legge (Scar City), regia di Ken Sanzel (1998)
- Romeo deve morire (Romeo Must Die), regia di Andrzej Bartkowiak (2000)
- Una valigia a 4 zampe (More Dogs Than Bones), regia di Michael Browning (2000)
- Easy, regia di Jane Weinstock (2003)
- Something More, regia di Devon Gummersall, cortometraggio (2003)
- First., regia di Nick Sivakumaran (di cui è stato anche regista, sceneggiatore e produttore), cortometraggio (2007)
- Mississippi Damned, regia di Tina Mabry (2009)
- Quel momento imbarazzante (That Awkward Moment), regia di Tom Gormican (2014)
- Il superpoliziotto del supermercato 2 (Paul Blart: Mall Cop 2), regia di Andy Fickman (2015)

### Televisione
- Murder One – serie TV, 18 episodi (1996-1997)
- The Practice - Professione avvocati (The Practice) – serie TV, episodio 2x08 (1997)
- Murder One: Diary of a Serial Killer, regia di Marc Buckland, Donna Deitch e Michael Fresco – miniserie TV (1997)
- The Temptations, regia di Allan Arkush, film TV (1998)
- Prey – serie TV, episodio 1x13 (1998)
- Spie (Snoops) – serie TV, episodio 1x04 (1999)
- After All, regia di Helaine Head – film TV (1999)
- The Division – serie TV, 7 episodi (2001)
- Ancora una volta (Once and Again) – serie TV, episodi 3x13-3x19 (2002)
- Girls Club – serie TV, episodio 1x02 (2002)
- Flashpoint, regia di Félix Enríquez Alcalá – film TV (2002)
- Buffy l'ammazzavampiri (Buffy the Vampire Slayer) – serie TV, 22 episodi (2002-2003)
- CSI: Miami – serie TV, episodio 1x12 (2003)
- The Law and Mr. Lee, regia di Kevin Rodney Sullivan – film TV (2003)
- 24 – serie TV, 48 episodi (2003-2007)
- JAG - Avvocati in divisa (JAG) – serie TV, episodio 10x09 (2004)
- CSI - Scena del crimine (CSI: Crime Scene Investigation) – serie TV, episodio 5x03 (2004)
- Viva Laughlin – serie TV, episodi 1x01-1x02 (2007)
- Grey's Anatomy – serie TV, episodio 4x08 (2007)
- Numb3rs – serie TV, episodio 5x03 (2008)
- Hawthorne - Angeli in corsia (Hawthorne) – serie TV, episodi 1x01-1x04-1x10 (2009)
- Private Practice – serie TV, episodi 2x20-2x22 (2009)
- Detective Monk (Monk) – serie TV, episodi 8x15-8x16 (2009)
- Lie to Me – serie TV, episodio 1x11 (2009)
- Back, regia di Mark Pellington – film TV (2009)
- Castle – serie TV, episodio 2x10 (2009)
- Hellcats – serie TV, 4 episodi (2010)
- Parenthood – serie TV (2012)
- Suits – serie TV, 16 episodi (2014-2018)
- Lucifer – serie TV, 83 episodi (2016-2021)
- S.W.A.T. – serie TV, 1 episodio (2017)
- 9-1-1: Lone Star – serie TV (2020-)
- The Night Agent – serie TV (2023)

## Doppiatori italiani
Nelle versioni in italiano delle opere in cui ha recitato, D. B. Woodside è stato doppiato da:
- Roberto Draghetti in CSI - Scena del crimine, Lie to Me, Parenthood
- Massimo Bitossi in Suits, Lucifer, The Night Agent
- Nanni Baldini in Romeo deve morire
- Loris Loddi in Buffy, l'ammazzavampiri
- Gaetano Varcasia in CSI: Miami
- Franco Mannella in 24
- Fabrizio Pucci in Grey's Anatomy
- Francesco Pezzulli in Castle
- Riccardo Scarafoni in Detective Monk
- Alessandro Rigotti in Private Practice
- Simone Mori ne Il superpoliziotto del supermercato 2
- Roberto Pedicini in Charlie's Angels
- Francesco Bulckaen in 9-1-1: Lone Star